# Ministère des Affaires étrangères (Danemark)
Pour les articles homonymes, voir Ministère des Affaires étrangères.
Le ministère des Affaires étrangères (en danois : Udenrigsministeriet) est un ministère danois qui supervise la diplomatie du pays. Il est dirigé par Lars Løkke Rasmussen depuis le 15 décembre 2022.

## Liste des ministres
| Nom | Nom                    | Gouvernement                                  | Début du mandat   | Fin du mandat     |
| --- | ---------------------- | --------------------------------------------- | ----------------- | ----------------- |
|     | Vilhelm Buhl           | Vilhelm Buhl II                               | 5 mai 1945        | 7 mai 1945        |
|     | John Christmas Møller  | Vilhelm Buhl II                               | 7 mai 1945        | 7 novembre 1945   |
|     | Gustav Rasmussen       | Knud Kristensen et Hans Hedtoft I             | 7 novembre 1945   | 30 octobre 1950   |
|     | Ole Bjørn Kraft        | Erik Eriksen                                  | 30 octobre 1950   | 30 septembre 1953 |
|     | Hans Christian Hansen  | Hans Hedtoft II et H. C. Hansen I             | 30 septembre 1953 | 8 octobre 1958    |
|     | Jens Otto Krag         | H. C. Hansen II, Viggo Kampmann I et II       | 8 octobre 1958    | 3 septembre 1962  |
|     | Per Hækkerup           | Jens Otto Krag I et II                        | 3 septembre 1962  | 28 novembre 1966  |
|     | Jens Otto Krag         | Jens Otto Krag II                             | 28 novembre 1966  | 1er octobre 1967  |
|     | Hans Tabor             | Jens Otto Krag II                             | 1er octobre 1967  | 2 février 1968    |
|     | Poul Hartling          | Hilmar Baunsgaard                             | 2 février 1968    | 11 octobre 1971   |
|     | K. B. Andersen         | Jens Otto Krag III et Anker Jørgensen I       | 11 octobre 1971   | 6 décembre 1973   |
|     | Ove Guldberg           | Poul Hartling                                 | 19 décembre 1973  | 13 février 1975   |
|     | K. B. Andersen         | Anker Jørgensen II                            | 13 février 1975   | 1er juillet 1978  |
|     | Anker Jørgensen        | Anker Jørgensen II                            | 1er juillet 1978  | 30 août 1978      |
|     | Henning Christophersen | Anker Jørgensen III                           | 30 août 1978      | 26 octobre 1979   |
|     | Kjeld Olesen           | Anker Jørgensen IV et V                       | 26 octobre 1979   | 10 septembre 1982 |
|     | Uffe Ellemann-Jensen   | Poul Schlüter I, II, III et IV                | 10 septembre 1982 | 25 janvier 1993   |
|     | Niels Helveg Petersen  | Nyrup Rasmussen I, II, III et IV              | 25 janvier 1993   | 21 décembre 2000  |
|     | Mogens Lykketoft       | Nyrup Rasmussen IV                            | 21 décembre 2000  | 27 novembre 2001  |
|     | Per Stig Møller        | Fogh Rasmussen I, II et III Løkke Rasmussen I | 27 novembre 2001  | 23 février 2010   |
|     | Lene Espersen          | Løkke Rasmussen I                             | 23 février 2010   | 3 octobre 2011    |
|     | Villy Søvndal          | Thorning-Schmidt I                            | 3 octobre 2011    | 12 décembre 2013  |
|     | Holger K. Nielsen      | Thorning-Schmidt I                            | 12 décembre 2013  | 3 février 2014    |
|     | Martin Lidegaard       | Thorning-Schmidt II                           | 3 février 2014    | 28 juin 2015      |
|     | Kristian Jensen        | Løkke Rasmussen II                            | 28 juin 2015      | 28 novembre 2016  |
|     | Anders Samuelsen       | Løkke Rasmussen III                           | 28 novembre 2016  | 27 juin 2019      |
|     | Jeppe Kofod            | Mette Frederiksen I                           | 27 juin 2019      | 15 décembre 2022  |
|     | Lars Løkke Rasmussen   | Mette Frederiksen II                          | 15 décembre 2022  | En fonction       |